# Танцы минус
«Танцы минус» — российская рок-группа, основанная в 1995 году Вячеславом Петкуном.

## История группы

### 1990-е
Вячеслав Петкун сначала выступал в ленинградской арт-панк-группе «Тайное голосование», а также сотрудничал с группой «Корпус-2». Затем создал собственную группу, которую назвал «Танцы». Первый концерт состоялся 10 июня 1992 на закрытии сезона в Летней школе, работавшей в ЦПКиО под патронажем властей Дании.
Первое выступление группы с названием «Танцы минус» состоялось 8 мая 1994 в клубе Гуманитарного университета на фестивале «Накануне Победы», однако официальной датой образования группы считается 1 апреля 1995 года.
В 1995 году Вячеслав Петкун вместе с басистом Олегом Полевщиковым переехал в Москву, где начал выступать с концертами. В 1996 году сложилась группа, в состав которой вошли музыканты из Санкт-Петербурга и Москвы. В 1997 году группа стала вести активную концертную деятельность. Вскоре ими был записан дебютный альбом «10 капель». 
Часть песен из альбома впоследствии вышли на сборниках молодёжной гитарной музыки «2000 % живой энергии». В 1999 году вскоре после выхода песни «Город» в «Сборнике совершенно иной музыки У1» в «Хит-параде слушателей У1» «Город» занял в сборнике третье место. Затем последовало выступление «Танцев минус» на «Максидроме — 99», в ДС «Юбилейный» и в Лужниках на фестивале «Мегахаус». 
Летом — осенью 1999 года группа закончила работу над своим вторым альбомом «Флора\Фауна». Примерно в это же время были сняты видеоклипы на песни «Город» и «Цветут цветы». В 1999 году Олега Полевщикова сменил Михаил Хаит.

### 2000-е
В 2000 году группа написала саундтрек к фильму Игоря Каленова «Выход», изданный позже в виде альбома. Сотрудничество с Каленовым было продолжено в августе 2001 году,
Осенью 2001 года Вячеслав Петкун объявил о роспуске группы, в честь этого телеканал MTV стал крутить клипы группы с надписью «Распаду группы посвящается». 10 декабря 2001 года вышел альбом «Теряя тень». В этот период в группу пришёл клавишник Филипп Писарев, заменивший Клима Шленева.
В 2002 году Петкун стал вести ток-шоу «Черно/белое», посвященное шоу-бизнесу, на канале СТС, а также играть роль Квазимодо в российской версии мюзикла «Notre-dame de Paris», поставленном в Театре оперетты. Песня «Belle» звучала практически на всех радиостанциях, группа и Петкун стали частыми участниками многих концертов.
В ноябре 2003 году был выпущен сборник лучших песен «Best». 10 декабря был сыгран первый акустический концерт во МХАТе.
2004—2006 годы были посвящены концертной деятельности и работе над новым альбомом, который вышел в мае 2006 и назывался «ЭЮЯ». В августе вышел ещё один сборник хитов «От А до Я».
В 2006 году из «Танцев минус» ушёл гитарист Игорь Щербаков, на его место пришли Александр Мишин — акустическая гитара и Антон Хабибулин — электрогитара.
Летом 2007 года Виталия Воронина за барабанной установкой заменил Олег Занин.

### 2010-е
В июне 2010 года Филипп Писарев ушёл из группы в творческий отпуск, решив сосредоточиться на своем проекте «EXIT live» (бывший «Flint и Екатерина Иванова»). Последний его концерт состоялся 25 июня в клубе «16 тонн». Его заменил Сергей Хащевский, игравший ранее в группах «Стволы», «Бульдозер» и многих других.
Группа является постоянным участником фестивалей «Нашествие» и «Максидром». В январе 2005 группа выступила на фестивале «Русская зима» в Лондоне на Трафальгарской площади.
В 2012 году музыканты группы «Танцы минус» (вместе с другими музыкантами) протестовали против гонений на командира пилотажной группы «Стрижи» полковника Валерия Морозова.
22 ноября 2014 года группа «Танцы минус» представила альбом «Холодно».
6 марта 2017 года коллектив выпустил EP «Три», состоящий из 3 песен, написанных на стихи Ильи Кормильцева, Дмитрия Быкова и Антона Шагина.

### 2020-е
20 января 2020 года группа выпустила сингл «Лыжи», записанный в стиле инди-рок.
29 января 2021 года вышел новый альбом «8».
19 ноября 2021 года группа представила мини-альбом «Ассонансы», состоящий из четырёх песен — «Надаже», «Рыба-кит», «Теряя тень» и «Четыре страницы». На песню «Надаже» был снят видеоклип, режиссёром которого выступил сам лидер коллектива Вячеслав Петкун.
16 февраля 2022 года «Танцы минус» выпустили песню «Весточка». Композиция была посвящена отбывающему заключение за смертельное ДТП актёру Михаилу Ефремову. Клип на песню снимался во время одного из выступлений группы режиссёром Алексеем Зайковым.
17 марта группа выпустила мини-альбом «Переверевеснеть», как и предыдущий, состоящий из четырёх композиций, включая «Весточку».
20 декабря 2022 умер гитарист группы «Танцы минус» Антон Хабибулин.
27 сентября 2024 года состоялся релиз первого за 3 года полноформатного альбома «Дальше будет», в который вошли 4 совершенно новые песни, а также 6 избранных композиций из предыдущих мини-альбомов и синглов коллектива. 

## Музыкальные премии
Группа — многократный лауреат премии Русского радио «Золотой граммофон» 2000 года за песню «Цветы», 2001 года за песню «Половинка», 2009 года за песню «Оно».
Номинировались на премию Нашего радио «Чартова дюжина» 2009 г. за песню «Оно» в номинации «Музыка».

## Участники
- Вячеслав Петкун — музыка, слова, вокал, голос, акустическая гитара (с 1995 года).
- Михаил Хаит — бас-гитара (с 1999 года).
- Сергей Хащевский — клавишные инструменты, струнные аранжировки.
- Олег Занин — барабаны, перкуссия.
- Илья Шаповалов — гитара.

Бывшие гитаристы и басисты
- Игорь Щербаков (1995—1996, 1996—2006)
- Олег Полевщиков (бас в 1995—1999)
- Александр Мишин — акустическая гитара (2006—2013)
- Антон Хабибулин — акустическая гитара, ритм-гитара, слайд (2006—2022) †.

Бывшие клавишники
- Александр Башлаков (1995—1996)
- Клим Шленёв (1996—2000)
- Иван Евдокимов (запись большинства альбомов группы, кроме дебютного).
- Филипп Писарев (2001—2010)

Барабаны
- Андрей Вепров (1995—1996)
- Виталий Воронин (1996—2007)

## Дискография

### Студийные альбомы
| 1997 — 10 капель — студия «СОЮЗ» |
| --- |
| 1. Губы 2. 10 капель 3. Я рад 4. Ты даришь свет 5. Твои глаза 6. Осенним вечером 7. Я не ты 8. Паруса 9. Сны 10. Улетаем 11. Тополя пух 12. Колыбельная 13. Половинка |

| 2000 — Флора\Фауна — Real Records 29.02.00 |
| --- |
| 1. Город 2. Иду 3. Танцы 4. Каждую ночь 5. Ра-ру-ра 6. Стеклянное сердце 7. Цветут цветы 8. Весна 9. Дерево 10. Ночь 11. Пришла пора 12. Чувств река |

| 2001 — Теряя тень — Real Records 10.12.01 |
| --- |
| 1. Из Ленинграда 2. Не меняй меня 3. Кто кого 4. Окно 5. Камни 6. Не современно 7. Ты далеко 8. Зима (Снежинки) 9. Диктофоны 10. Половинка 11. Игрушки |

| 2006 — ЭЮЯ — Фирма грамзаписи «Никитин» 18.05.06 |
| --- |
| 1. Бессердечность 2. Реки (Дожди и газеты) 3. Романтика 4. Свеча 5. Небэль 6. Ю 7. Если 8. Пароль (Piano) 9. Жуть 10. Discorock 11. Ждать 12. Засыпальная 13. Просыпальная (Прежде) |

| 2014 — Холодно — Первое музыкальное издательство 04.11.14 |
| --- |
| 1. Остаться между 2. Дороги (На колесе) 3. Да нет да да 4. Холодно 5. Уматывай 6. Ладога 7. Оно 8. Колесо 9. Бег 10. Вирт 11. Тебе о мне 12. Надвое 13. Нна 14. Нахвамдис 15. Рррык-тайм (скверна) |

| 2021 — 8 — Первое музыкальное издательство 29.01.21                                                                                               |
| --- |
| 1. Мне б уснуть в твоих руках 2. Девочка 3. Лыжи 4. Скриншот 5. Привет, весна! 6. Уехал автобус 7. Не увидать 8. За шагом шаг 9. С вольным ветром |

| 2024 — Дальше будет — Первое музыкальное издательство 27.09.24                                                                                    |
| --- |
| 1. Не рассказывай 2. Косы 3. Дальше будет 4. Алтайка 5. Золотом 6. с5етель 7. Колесо ножей 8. Фарфоровый шар 9. Тетрадь 10. Её могло бы и не быть |

### Мини-альбомы
| 2017 — Три — Первое музыкальное издательство 03.03.17 |
| ----------------------------------------------------- |
| 1. Машины 2. Психея 3. Жива                           |

| 2020 — Привет, весна! — Первое музыкальное издательство 06.05.20 |
| ---------------------------------------------------------------- |
| 1. Привет, весна! 2. Уехал автобус                               |

| 2021 — Ассонансы — Первое музыкальное издательство 19.11.21 |
| ----------------------------------------------------------- |
| 1. надаже 2. рыба-кит 3. теряя тень 2.0 4. четыре страницы  |

| 2022 — Переверевеснеть — Первое музыкальное издательство 17.03.22 |
| ----------------------------------------------------------------- |
| 1. Тетрадь 2. В огонь 3. Кошкин дом 4. Весточка                   |

| 2022 — Круги — Первое музыкальное издательство 07.10.22                       |
| ----------------------------------------------------------------------------- |
| 1. Колесо ножей 2. Фарфоровый шар 3. Песня Кочевника 4. Её могло бы и не быть |

| 2023 — с5етель — Первое музыкальное издательство 23.06.23 |
| --------------------------------------------------------- |
| 1. Золотом 2. с5етель                                     |

### Синглы
- 2019 — Скриншот — 12.07.19
- 2020 — Лыжи — 20.01.20
- 2020 — За шагом шаг — 07.12.20
- 2021 — Послушай, дед — 05.03.21
- 2022 — Весточка — 16.02.22

### Компиляции, переиздания
- 2000 — Музыка к фильму 'Выход' — 13.12.00
- 2001 — 10 капель — 07.07.01
- 2003 — Best — 11.11.03
- 2006 — От А до Я — 22.08.06
- 2008 — Grand Collection

### Кавер-версии
- 2000 — КИНОпробы. Диск 1 — песня «Разреши мне».
- 2004 — Новогодний Неголубой огонек. Проект «Нашего радио» — песня «Я спросил у ясеня» Микаэла Таривердиева. Участие в съемке канала REN-TV. Диск «Мешанина|Мишанина ч. 1»
- 2010 — Проект «Радио Алла», посвященный дню рождения Аллы Пугачевой — песня «Волшебник-недоучка». Участие в концерте.

### Саундтреки
- 2000 — Музыка к фильму «Выход» — 13.12.00
- 2003 — Project Gotham Racing 2 — в саундтрек игры вошли песни «Цветут Цветы» и «Город».
- 2000 — Песня «Иду» использована в саундтреке к фильму «Брат 2» Алексея Балабанова. Песня «Город» также прозвучала в данном фильме, однако не попала в официальный сборник саундтреков.

### Радио-синглы
| Год  | Название                | Чарты | Чарты          | Чарты            |
| Год  | Название                | RUS   | Moscow Airplay | Итоговый годовой |
| ---- | ----------------------- | ----- | -------------- | ---------------- |
| 2002 | «Belle»                 | -     | -              | -                |
| 2003 | «Пароль»                | 36    | -              | -                |
| 2004 | «Жуть»                  | 31    | -              | -                |
| 2004 | «Романтика»             | 27    | -              | -                |
| 2006 | «Небэль»                | 86    | 84             | -                |
| 2006 | «Бессердечность»        | 62    | 56             | 174              |
| 2006 | «Реки (Дожди и газеты)» | 121   | -              | -                |
| 2008 | «Оно»                   | 19    | 29             | 193              |
| 2009 | «Virt»                  | 75    | 78             | -                |
| 2010 | «Надвое»                | 134   | -              | -                |
| 2012 | «Нна»                   | 221   | -              | -                |
| 2012 | «Колесо»                | 159   | -              | -                |
| 2013 | «Ладога»                | 177   | -              | -                |
| 2014 | «Уматывай»              | 156   | -              | -                |

«—» песня отсутствовала в чарте

## Музыкальные видео
- «10 капель», 1997 г., режиссёр Андрей Новосёлов.
- «Город», 1999 г., режиссёр Андрей Новосёлов.
- «Цветут цветы», 2000 г., режиссёр Лина Овдиенко.
- «Дерево», 2000 г., режиссёр Алексей Сеченов.
- «Диктофоны», 2000 г., режиссёр Андрей Новосёлов.
- «Половинка», 2001 г., режиссёр Александр Солоха.
- «Не меняй меня», 2001 г., режиссёр Максим Рожков.
- «Ю», 2002 г., режиссёр Баходыр Юлдашев.
- «Жуть», 2004 г., режиссёр Михаил Соловьёв.
- «Романтика», 2004 г., режиссёр Михаил Соловьёв.
- «Небэль», 2006 г., Париж, режиссёр Михаил Соловьёв.
- «Уматывай», 2014 г., режиссёр Анна Бычкова.
- «Дороги», 2014 г., режиссёры Анна Бычкова, Екатерина Рыбакова.
- «Уехал автобус», 2020 г.
- «Привет, Весна!», 2020 г.
- «Кто лежит там на диване», 2020 г.
- «За шагом шаг», 2020 г., режиссёр Андрей Новосёлов.
- «Девочка», 2021 г., режиссёр Андрей Новосёлов.
- «Послушай, дед», 2021 г., режиссёр Андрей Новосёлов.
- «4 страницы», 2021 г.
- «Надаже», 2021 г., режиссёр Вячеслав Петкун.
- «Весточка», 2022 г., режиссёр Алексей Зайков.
- «Золотом», 2023 г., режиссёр Анна Бычкова.
- «с5етель», 2023 г., режиссёр Анна Бычкова.
- «Алтайка», 2024 г., режиссёр Анна Бычкова.
- «Дальше будет», 2024 г., режиссёр Анна Бычкова.